# Tina Hermann
Tina Hermann (* 5. März 1992 in Ehringshausen) ist eine ehemalige deutsche Skeletonsportlerin. Sie ist siebenfache Weltmeisterin im Skeleton.
Hermann begann ihre Laufbahn als alpine Skifahrerin und wechselte mit 15 Jahren zum Skeleton. 2010 wurde sie Junioren-Weltmeisterin. Von 2014/15 bis zu ihrem Karriereende im Oktober 2024 gehörte sie durchgängig dem deutschen Weltcupkader an. Sie feierte in dieser Zeit neunzehn Siege in Weltcuprennen und zwei Erfolge im Gesamtweltcup (2015/16 und 2022/23). Viermal (2016, 2019, 2020 und 2021) wurde sie Einzelweltmeisterin, außerdem gewann sie zwei Weltmeisterschafts-Goldmedaillen im Team und eine im Mixed. Bei ihren beiden Olympiateilnahmen 2018 und 2022 blieb Hermann jeweils ohne Medaille. Sie wurde über den Großteil ihrer Karriere von Dirk Matschenz trainiert, ab 2022 arbeitete sie mit David Lingmann zusammen.

## Werdegang

### Anfänge und Aufstieg in den Weltcup (bis 2015)
Tina Hermann stammt aus dem Eschenburger Ortsteil Hirzenhain im mittelhessischen Lahn-Dill-Kreis. Als Kind begann sie unter Anleitung ihrer Eltern – ihr Vater war Vorsitzender des örtlichen Skiclubs – mit dem alpinen Skifahren. Sie feierte Erfolge auf Landesebene und zog im Alter von zwölf Jahren nach Berchtesgaden, wo sie das Skigymnasium der CJD Christophorusschulen besuchte. Später legte sie an dem Sportinternat das Abitur ab und wurde 2011 als Polizistin bei der Bundespolizei eingestellt. Obwohl ihre Familie weiterhin in Hessen lebte, sagte sie 2020, Berchtesgaden sei über die Jahre ihre Heimat geworden und sie fühle sich in den Bergen ausgesprochen wohl.
Als Jugendliche zeigte Hermann im alpinen Skisport nicht die notwendigen Leistungen, um bei Kadernominierungen berücksichtigt zu werden. Über den Kontakt zu Stefan Krauß, den Vater einer befreundeten Mitschülerin und Generalsekretär des Bob- und Schlittenverbandes für Deutschland (BSD), fand sie 2007 zum Skeletonsport und trat dem WSV Königssee bei. Später sagte sie, dass ihr nach den ersten Trainingsfahrten klar gewesen sei, dass sie die richtige Sportart gefunden habe. Während Rodeln für sie nicht attraktiv gewesen sei, habe ihr das Gefühl, mit dem Kopf voran auf dem Skeletonschlitten über das Eis zu fahren, sofort gefallen.
In der Saison 2008/09 gab Hermann ihr Debüt im niederklassigen Skeleton-Europacup, in dem sie bis zum Winter 2011/12 regelmäßig zum Einsatz kam und mehrmals auf das Podest fuhr. Zweimal (2010/11 und 2011/12) gewann sie die Gesamtwertung der Serie. Außerdem wurde sie 2010 Juniorenweltmeisterin auf dem Olympia Bob Run St. Moritz–Celerina. Zwischen 2012 und 2014 startete Hermann im Intercontinentalcup, wo sie im Januar 2013 ein Rennen und im Winter 2013/14 die Gesamtwertung für sich entschied.
Nach dem Rücktritt der mehrfachen Weltmeisterin Marion Thees und guten Leistungen bei den internen Selektionsrennen stieg Hermann mit Beginn der Saison 2014/15 in den dreiköpfigen deutschen Weltcupkader auf, dem neben ihr Anja Selbach sowie Sophia Griebel angehörten. Im Saisonverlauf platzierte sie sich im Weltcup stets unter den besten sechs und wurde in der Gesamtwertung Dritte. Bei der Skeleton-Weltmeisterschaft 2015 in Winterberg wurde sie im Teamwettbewerb Weltmeisterin und im Einzel Fünfte. Zudem gewann sie bei den Deutschen Meisterschaften 2015 hinter Jacqueline Lölling die Silbermedaille.

### Erster Sieg im Gesamtweltcup, nationale Erfolge und erste Olympiateilnahme (2015 bis 2018)
2015/16 triumphierte Hermann bei fünf von acht Weltcuprennen und stand im Gesamtklassement vor ihrer drei Jahre jüngeren Teamkollegin Jacqueline Lölling an erster Stelle. Als einen Grund für die hohe Konstanz nannte sie den vom Institut für Forschung und Entwicklung von Sportgeräten (FES) angefertigten Schlitten mit einer auf sie angepassten Liegewanne. Bei der Weltmeisterschaft 2016 siegte Hermann nach vier Läufen auf dem Olympia Eiskanal Igls mit einer knappen halben Sekunde Vorsprung auf die Österreicherin Janine Flock und errang damit ihren ersten Einzelweltmeistertitel. Im Teamwettbewerb verteidigte sie zudem ihren Titel aus dem Vorjahr. Hermanns Erfolg galt – trotz Favoritenstellung aufgrund ihrer Vorleistungen – als beachtlich, weil der im Vergleich zu anderen Bahnen kurze und technisch weniger anspruchsvolle Eiskanal in Igls ihrem Fahrtyp wenig entgegenkam: Ihre Schnellkraft war geringer als bei den Sportlerinnen, die von der Leichtathletik zum Skeleton gekommen waren, wodurch sie am Start viel Zeit auf einige Konkurrentinnen wie die Russin Jelena Nikitina verlor. Im Verlauf eines Rennens holte Hermann typischerweise durch geschickte Linienwahl und Gewichtsverlagerung diesen Rückstand von Kurve zu Kurve auf. Ihr langjähriger Heimtrainer Dirk Matschenz bescheinigte ihr großen Ehrgeiz beim Abstellen von Fehlern.
Im Dezember 2015 gewann Hermann vor Jacqueline Lölling ihren ersten nationalen Meistertitel, der für das Jahr 2016 galt. Bis 2022 wurde sie insgesamt fünfmal deutsche Meisterin (2016, 2018, 2019, 2020 und 2022). An den Meisterschaften 2017, die im Oktober 2016 ausgetragen wurden und bei denen Lölling siegte, nahm Hermann nicht teil, weil sie in der Zeit Testfahrten zur Homologierung des Olympic Sliding Centres in Pyeongchang absolvierte. 2021 startete das gesamte deutsche Weltcupteam nicht bei den nationalen Meisterschaften.
Nach einem Ermüdungsbruch im Zeh und daraus resultierenden Rückenproblemen geriet Hermann im Sommer 2016 in Trainingsrückstand und knüpfte in der Saison 2016/17 vor allem zu Beginn nur eingeschränkt an die Erfolge des Vorwinters an. Sie gewann ein Weltcuprennen und wurde jeweils hinter Jacqueline Lölling Zweite in der Weltcupgesamtwertung sowie Vizeweltmeisterin. Auch im darauffolgenden Winter 2017/18 belegte Hermann im Gesamtweltcup den zweiten Platz hinter Lölling. Im olympischen Skeletonwettkampf von Pyeongchang 2018 fuhr sie auf den fünften Rang und verpasste mit einer Gesamtzeit von 3:27,98 Minuten die Bronzemedaille um acht Hundertstelsekunden.

### Drei Weltmeistertitel in Folge und Loslösung vom Nationalteam (2018 bis 2022)

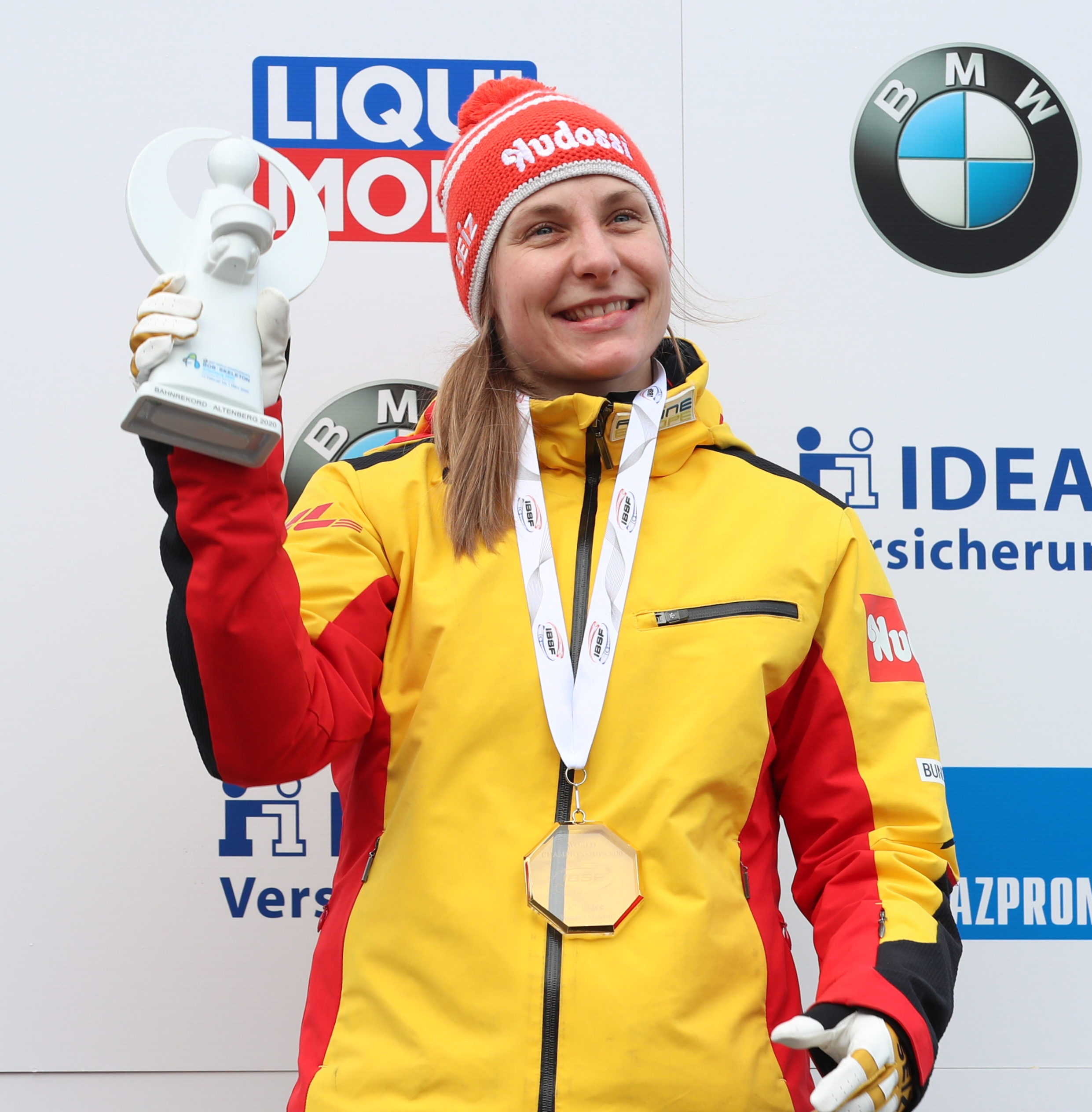
Tina Hermann bei der Siegerehrung der Weltmeisterschaft 2020 in Altenberg

Im letzten Weltcuprennen des Winters 2018/19 auf der Bahn von Calgary feierte Hermann ihren ersten Weltcupsieg seit zwei Jahren. Im Gesamtklassement der Serie stand sie erneut auf dem zweiten Platz, diesmal geschlagen von Jelena Nikitina. Bei der Weltmeisterschaft im März 2019 im Whistler Sliding Centre führte Hermann vor Jacqueline Lölling und Sophia Griebel einen deutschen Dreifachsieg an und errang damit ihren zweiten Einzel-Weltmeistertitel. Sie verteidigte diesen Erfolg bei der Weltmeisterschaft 2020 in Altenberg. Dort hatte sie nach drei Läufen einen Rückstand von 0,66 Sekunden auf Marina Gilardoni aus der Schweiz, stellte aber im finalen vierten Durchgang einen Bahnrekord auf und überholte Gilardoni dadurch. Ihr Vorsprung betrug am Ende 22 Hundertstelsekunden. Im vorherigen Saisonverlauf war Hermann in drei von acht Weltcuprennen auf den ersten Rang gefahren, hatte aber beim Weltcupfinale in Sigulda als Fünfzehnte ihre schwächste Saisonleistung gezeigt und damit die Möglichkeit auf einen zweiten Sieg im Gesamtweltcup vergeben. In dieser Wertung belegte sie am Ende der Saison 2019/20 den vierten Rang.
Im Frühjahr 2020 entließ der BSD Hermanns langjährigen Trainer Dirk Matschenz. Hermann hatte seit 2010 mit Matschenz zusammengearbeitet. Zunächst war er ihr Heimtrainer in Berchtesgaden gewesen, seit 2018 hatte er in der Nachfolge Jens Müllers das gesamte deutsche Skeleton-Nationalteam trainiert. Für Hermann war der als Materialspezialist geltende Matschenz eine wichtige Bezugsperson. Die anderen deutschen Spitzenathleten sahen eine Sonderbehandlung Hermanns und beklagten gegenüber dem BSD ein gestörtes Vertrauensverhältnis zu Matschenz, woraufhin sich der Verband vom Nationaltrainer trennte (und als Nachfolger Christian Baude engagierte). Hermann sagte, diese Entscheidung habe ihr „den Boden unter den Füßen weggezogen“. Matschenz wechselte im September 2020 zum russischen Verband. Weil Hermann ihre Karriere nur in Zusammenarbeit mit Matschenz fortsetzen wollte, verständigte sie sich mit dem deutschen Verband auf eine weitgehende Trennung: Sie trainierte losgelöst von den anderen deutschen Athleten weiter bei Matschenz, wohnte bei Wettkämpfen nicht im Teamhotel und war von der Materialentwicklung ausgeschlossen, um technische Geheimnisse vor der Konkurrenz zu schützen. Dieses Arrangement hatte zwei Jahre Bestand. Im Sommer 2022 wechselte Hermann zur Trainingsgruppe von David Lingmann und wurde wieder vollwertiges Mitglied des deutschen Nationalteams. Rückblickend bezeichnete sie die Jahre der Absonderung als „schon schwer“, sie sei „in einem Tunnel“ gewesen.
Während ihrer Trennung von der deutschen Mannschaft gehörte Hermann weiterhin zu den international führenden Skeletonfahrerinnen: Im Winter 2020/21 feierte sie als Zweite der Weltcup-Gesamtwertung hinter Janine Flock einen Weltcupsieg und wurde bei der Weltmeisterschaft 2021 in Altenberg als erste Athletin zum dritten Mal in Folge Skeleton-Weltmeisterin. Nach dem ersten Lauf lag sie dabei auf dem elften Rang, fuhr aber in den drei folgenden Durchgängen jeweils Laufbestzeit und setzte sich schließlich mit 0,11 Sekunden Vorsprung auf Jacqueline Lölling durch. Zusammen mit Christopher Grotheer gewann sie zudem die Weltmeisterschafts-Goldmedaille im Mixed-Team-Wettbewerb und somit ihren insgesamt siebten Weltmeistertitel. 2021/22 entschied Hermann beide Weltcuprennen in Altenberg für sich und wurde Vierte im Gesamtklassement der Rennserie. Beim olympischen Skeletonrennen 2022 auf der Kunsteisbahn von Yanqing fiel sie im vierten Lauf vom Bronzerang auf Platz vier zurück und blieb damit wie vier Jahre zuvor in Pyeongchang ohne olympische Medaille.

### Zweiter Gesamtweltcupsieg und Karriereende (2022 bis 2024)

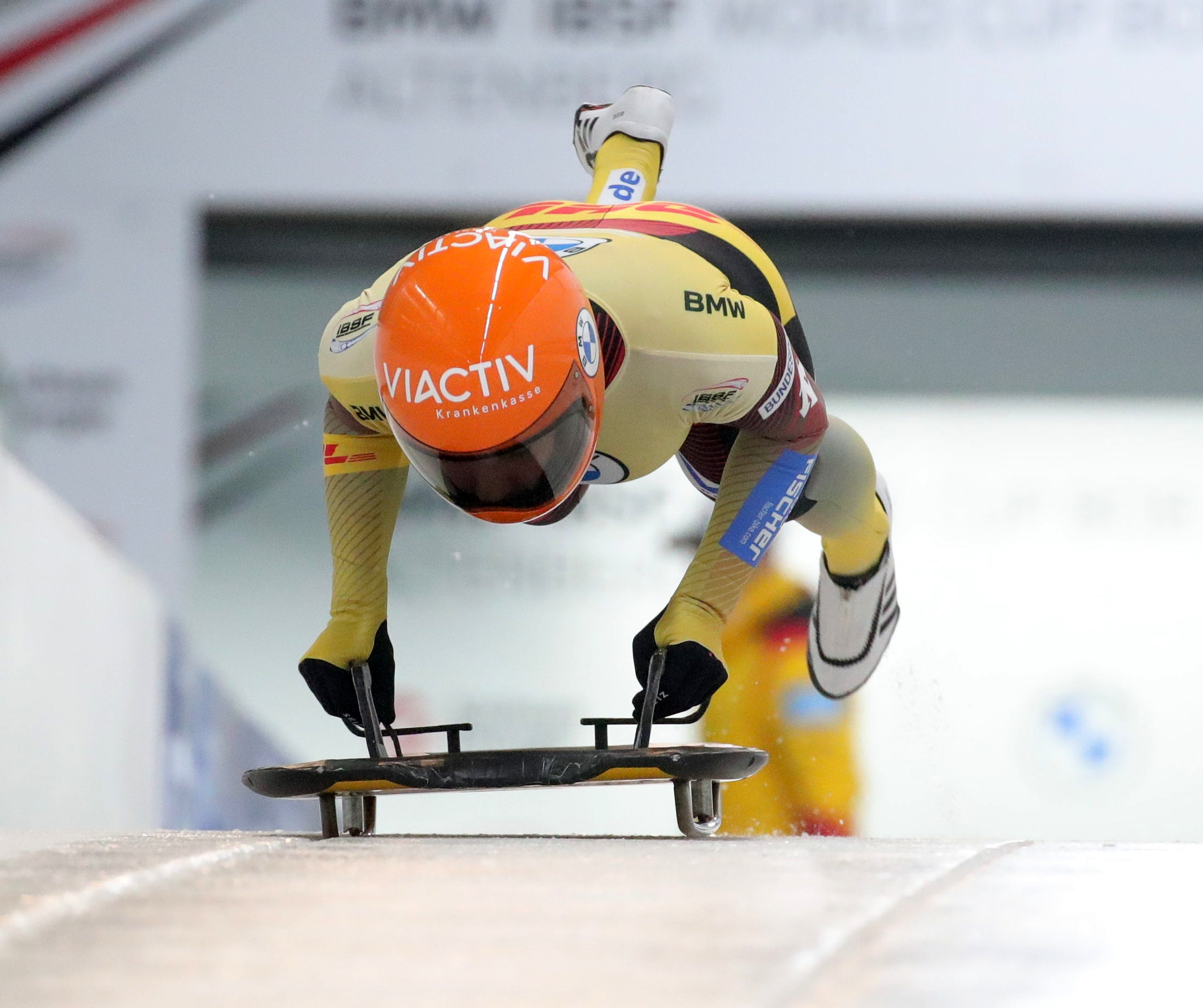
Hermann am Start während der Europameisterschaften 2023 in Altenberg

Im Winter 2022/23 gewann Hermann vier von acht Weltcuprennen und damit zum zweiten Mal nach 2015/16 die Gesamtweltcupwertung. Der Erfolg beim Weltcuprennen in Altenberg Mitte Januar 2023 – saisonübergreifend seit 2020 ihr sechster Sieg in Serie auf dieser Bahn – bedeutete zugleich die Goldmedaille bei der Europameisterschaft 2023. Bei der Weltmeisterschaft in St. Moritz verpasste sie als Fünfte die erneute Titelverteidigung. In der folgenden Saison 2023/24 entschied Hermann den Weltcupauftakt in Yanqing im November für sich, erreichte dann aber über mehrere Monate kein weiteres Podiumsergebnis. Beim internen Ausscheidungsrennen um die Plätze im deutschen WM-Kader unterlag sie Anfang Februar ihren Teamkolleginnen Susanne Kreher und Jacqueline Pfeifer (Lölling) und wurde in der Folge nicht für die Weltmeisterschaften 2024 in Winterberg nominiert. Mitte Februar gewann sie (in Altenberg) zum insgesamt 19. Mal ein Weltcuprennen, am Saisonende belegte sie in der Weltcupgesamtwertung den fünften Platz.
Im Oktober 2024 gab Hermann im Alter von 32 Jahren ihr Karriereende bekannt. Sie begründete ihren Rückzug vom aktiven Skeletonsport unter anderem mit gesundheitlichen Problemen an der Hüfte und am Rücken, die sie eingeschränkt hätten. Sie habe keine Motivation mehr zum Weitermachen bis zu den Olympischen Winterspielen 2026 verspürt, weil der Aufwand immens gewesen sei.

## Erfolge

### Gesamtweltcup
| Saison  | Platz | Punkte |
| ------- | ----- | ------ |
| 2014/15 | 03.   | 1496   |
| 2015/16 | 01.   | 1737   |
| 2016/17 | 02.   | 1493   |
| 2017/18 | 02.   | 1504   |
| 2018/19 | 02.   | 1597   |
| 2019/20 | 04.   | 1523   |
| 2020/21 | 02.   | 1515   |
| 2021/22 | 04.   | 1436   |
| 2022/23 | 01.   | 1622   |
| 2023/24 | 05.   | 1242   |

### Weltcupsiege
| Nr. | Datum         | Ort            | Bahn                                              |
| --- | ------------- | -------------- | ------------------------------------------------- |
| 01. | 4. Dez. 2015  | Winterberg     | Bobbahn Winterberg                                |
| 02. | 11. Dez. 2015 | Königssee      | Kombinierte Kunsteisbahn am Königssee             |
| 03. | 8. Jan. 2016  | Park City      | Bobbahn Park City                                 |
| 04. | 22. Jan. 2016 | Whistler       | Whistler Sliding Centre                           |
| 05. | 26. Feb. 2016 | Königssee      | Kombinierte Kunsteisbahn am Königssee             |
| 06. | 3. Feb. 2017  | Innsbruck-Igls | Olympia Eiskanal Igls                             |
| 07. | 23. Feb. 2019 | Calgary        | Bob- und Rennschlittenbahn im Canada Olympic Park |
| 08. | 5. Jan. 2020  | Winterberg     | Bobbahn Winterberg                                |
| 09. | 31. Jan. 2020 | Königssee      | Kombinierte Kunsteisbahn am Königssee             |
| 10. | 31. Jan. 2020 | St. Moritz     | Olympia Bob Run St. Moritz–Celerina               |
| 11. | 15. Jan. 2021 | St. Moritz     | Olympia Bob Run St. Moritz–Celerina               |
| 12. | 3. Dez. 2021  | Altenberg      | Rennschlitten- und Bobbahn Altenberg              |
| 13. | 17. Dez. 2021 | Altenberg      | Rennschlitten- und Bobbahn Altenberg              |
| 14. | 16. Dez. 2022 | Lake Placid    | Olympia-Bobbahn Lake Placid                       |
| 15. | 13. Jan. 2023 | Altenberg      | Rennschlitten- und Bobbahn Altenberg              |
| 16. | 20. Jan. 2023 | Altenberg      | Rennschlitten- und Bobbahn Altenberg              |
| 17. | 17. Feb. 2023 | Sigulda        | Rennrodel- und Bobbahn Sigulda                    |
| 18. | 17. Nov. 2023 | Yanqing        | Yanqing National Sliding Center                   |
| 19. | 16. Feb. 2024 | Altenberg      | Rennschlitten- und Bobbahn Altenberg              |